# روابط اسرائیل و کامرون
روابط اسرائیل و کامرون به روابط جمهوری کامرون و دولت اسرائیل اشاره دارد. در کنار اریتره، کامرون یکی از دو کشور آفریقایی است که دولت فلسطین را به رسمیت نمی‌شناسند.
کامرون به چندین قطعنامه ضد اسرائیلی سازمان ملل رای منفی داد و تنها کشوری بود که در رای‌گیری علیه قطعنامه «کمک به پناهندگان فلسطین» به اسرائیل پیوست.
کامرون از سال ۱۹۷۳ تا ۱۹۸۶ روابط خود را با اسرائیل قطع کرد و یکی از اولین کشورهایی بود که روابط را برقرار کرد. دولت کامرون از وسایل نقلیه زرهی اسرائیلی استفاده می‌کند، و نیروهای واکنش سریع کامرون، توسط اسرائیل مجهز و آموزش دیده‌اند.
دانش آموزان در کامرون ۱۱ ماه روادید به سفر به اسرائیل اعطا شدند تا در مورد کشاورزی یادگیری یادگیری کنند،
اسرائیلی‌ها همچنین در شش بیمارستان کامرون به پرسنل در مورد نحوه مبارزه با ویروس ابولا آموزش دادند.